# Mony Marc
Mony Marc ist eine belgische Sängerin.

## Leben und Wirken
Bei der ersten Ausgabe des Eurovision Song Contests im Jahr 1956 vertrat sie ihr Heimatland mit dem Lied Le plus beau jour de ma vie. Sie war nach Fud Leclerc, der den ersten belgischen Beitrag des Abends vortrug, die zweite belgische Teilnehmerin beim Wettbewerb. Ihre Platzierung ist unbekannt. Sie hat ihren Wettbewerbsbeitrag nie aufgenommen und damit auch nicht veröffentlicht. Le plus beau jour de ma vie wurde von Claude Alix und David Bee geschrieben.
Mony Marc ist öffentlich anderweitig nur selten in Erscheinung getreten.